# Artikel 6 van het Europees Verdrag voor de Rechten van de Mens
Artikel 6 van het Europees Verdrag voor de Rechten van de Mens beschermt het recht op een eerlijk proces. In het strafrecht en civiele recht beschermt artikel 6 het recht op een openbare zitting voor een onafhankelijke en onpartijdige rechtbank binnen een redelijke termijn, de aanname van onschuld en andere basisrechten voor verdachten.

## Tekst
Artikel 6. Recht op een eerlijk proces
1. Bij het vaststellen van zijn burgerlijke rechten en verplichtingen of bij het bepalen van de gegrondheid van een tegen hem ingestelde vervolging heeft eenieder recht op een eerlijke en openbare behandeling van zijn zaak, binnen een redelijke termijn, door een onafhankelijk en onpartijdig gerecht dat bij de wet is ingesteld. De uitspraak moet in het openbaar worden gewezen maar de toegang tot de rechtszaal kan aan de pers en het publiek worden ontzegd, gedurende de gehele terechtzitting of een deel daarvan, in het belang van de goede zeden, van de openbare orde of nationale veiligheid in een democratische samenleving, wanneer de belangen van minderjarigen of de bescherming van het privéleven van procespartijen dit eisen of, in die mate als door de rechter onder bijzondere omstandigheden strikt noodzakelijk wordt geoordeeld, wanneer de openbaarheid de belangen van een behoorlijke rechtspleging zou schaden.
2. Een ieder tegen wie een vervolging is ingesteld, wordt voor onschuldig gehouden, totdat zijn schuld in rechte is komen vast te staan.
3. Een ieder tegen wie een vervolging is ingesteld, heeft in het bijzonder de volgende rechten:
a. onverwijld, in een taal die hij verstaat en in bijzonderheden, op de hoogte te worden gesteld van de aard en de reden van de tegen hem ingebrachte beschuldiging;
b. te beschikken over de tijd en faciliteiten die nodig zijn voor de voorbereiding van zijn verdediging;
c. zich zelf te verdedigen of daarbij de bijstand te hebben van een raadsman naar eigen keuze of, indien hij niet over voldoende middelen beschikt om een raadsman te bekostigen, kosteloos door een toegevoegd advocaat te kunnen worden bijgestaan, indien de belangen van een behoorlijke rechtspleging dit eisen;
d. de getuigen à charge te ondervragen of te doen ondervragen en het oproepen en de ondervraging van getuigen à décharge te doen geschieden onder dezelfde voorwaarden als het geval is met de getuigen à charge;
e. zich kosteloos te doen bijstaan door een tolk, indien hij de taal die ter terechtzitting wordt gebezigd niet verstaat of niet spreekt.

## Jurisprudentie
- EHRM 23-10-1985 Benthem
- EHRM 29-05-1986 Feldbrugge
- EHRM 09-04-1994 Van de Hurk
- EHRM 28-09-1995 Procola
- EHRM 26-08-1997 De Haan
- EHRM 06-05-2003 Kleyn
- EHRM 12-06-2003 Van Kück
- EHRM 02-06-2005 Claes e.a./België
- EHRM 27-11-2007 Hamer/België
- EHRM 27-11-2008 Salduz/Turkije
- EHRM 13-01-2009 Taxquet/België